# Coupe du monde de saut à ski 1989-1990
Navigation
Édition précédente Édition suivante
L'édition 1989/1990 de la coupe du monde de saut à ski est une compétition sportive internationale rassemblant les meilleurs athlètes mondiaux pratiquant le saut à ski. Elle s'est déroulée entre le 3 décembre 1989 et le 25 mars 1990 et a été remportée par le Finlandais Ari-Pekka Nikkola suivi des Autrichiens Ernst Vettori et Andreas Felder.

## Classement général
| Rang | Nom               | Points |
| ---- | ----------------- | ------ |
| 1    | Ari-Pekka Nikkola | 287    |
| 2    | Ernst Vettori     | 239    |
| 3    | Andreas Felder    | 236    |
| 4    | Dieter Thoma      | 206    |
| 5    | František Jež     | 202    |
| 6    | Jens Weissflog    | 200    |
| 7    | Pavel Ploc        | 186    |
| 8    | Heinz Kuttin      | 176    |
| 9    | Werner Haim       | 137    |
| 10   | Virginio Lunardi  | 135    |

### Résultats
| Date             | Lieu                   | Vainqueur                      | Deuxième          | Troisième             |
| ---------------- | ---------------------- | ------------------------------ | ----------------- | --------------------- |
| 3 décembre 1989  | Thunder Bay            | Dieter Thoma                   | Heinz Kuttin      | Ari-Pekka Nikkola     |
| 4 décembre 1989  | Thunder Bay            | Risto Laakkonen                | Andreas Felder    | Heinz Kuttin          |
| 9 décembre 1989  | Lake Placid            | Ernst Vettori                  | Matti Nykänen     | Jan Boklöv            |
| 10 décembre 1989 | Lake Placid            | Ari-Pekka Nikkola              | Ernst Vettori     | Andreas Felder        |
| 16 décembre 1989 | Sapporo                | Ernst Vettori                  | Andreas Felder    | Pavel Ploc            |
| 17 décembre 1989 | Sapporo                | Jens Weißflog                  | Werner Haim       | Heinz Kuttin          |
| 30 décembre 1989 | Oberstdorf             | Dieter Thoma                   | Josef Heumann     | Jens Weißflog         |
| 1er janvier 1990 | Garmisch-Partenkirchen | Jens Weißflog                  | Risto Laakkonen   | František Jež         |
| 4 janvier 1990   | Innsbruck              | Ari-Pekka Nikkola              | Jens Weißflog     | Ernst Vettori         |
| 6 janvier 1990   | Bischofshofen          | František Jež                  | Dieter Thoma      | Ole Gunnar Fidjestoel |
| 12 janvier 1990  | Harrachov              | Dieter Thoma                   | Ladislav Dluhoš   | Jiří Parma            |
| 14 janvier 1990  | Liberec                | Werner Haim                    | Pavel Ploc        | Pavel Kustov          |
| 17 janvier 1990  | Zakopane               | Jens Weißflog                  | Andreas Felder    | Ole Gunnar Fidjestoel |
| 7 février 1990   | St. Moritz             | František Jež                  | Heinz Kuttin      | Ernst Vettori         |
| 9 février 1990   | Gstaad                 | František Jež                  | Miran Tepeš       | Ari-Pekka Nikkola     |
| 11 février 1990  | Engelberg              | Ari-Pekka Nikkola Franci Petek | -                 | Primož Ulaga          |
| 16 février 1990  | Predazzo               | Roberto Cecon                  | Jens Weißflog     | Virginio Lunardi      |
| 18 février 1990  | Predazzo               | František Jež                  | Ernst Vettori     | Stephan Zünd          |
| 3 mars 1990      | Lahti                  | Franz Neuländtner              | Virginio Lunardi  | Ari-Pekka Nikkola     |
| 4 mars 1990      | Lahti                  | Andreas Felder                 | Virginio Lunardi  | Ari-Pekka Nikkola     |
| 7 mars 1990      | Örnsköldsvik           | Andreas Felder                 | Werner Haim       | Thomas Klauser        |
| 11 mars 1990     | Sollefteå              | Pavel Ploc                     | Ari-Pekka Nikkola | Virginio Lunardi      |
| 17 mars 1990     | Raufoss                | Andreas Felder                 | Heinz Kuttin      | Jens Weißflog         |
| 24 mars 1990     | Planica                | Roberto Cecon                  | Ari-Pekka Nikkola | Jens Weißflog         |
| 25 mars 1990     | Planica                | Ari-Pekka Nikkola              | Dieter Thoma      | Primož Ulaga          |

## Liens & Source
Résultats Officiels FIS